# Neubauer (Agrarreform)

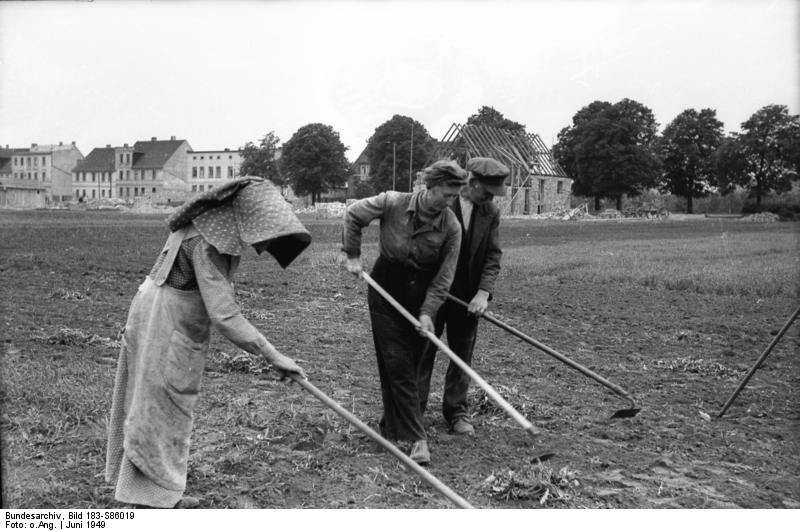
Neubauern bei Feldarbeiten (1949)

Als Neubauern wurden Personen bezeichnet, die im Zuge der Bodenreform in der Sowjetischen Besatzungszone nach dem Zweiten Weltkrieg landwirtschaftlichen Besitz erhielten.
Die Zuteilung von Neubauernstellen fiel in die erste Phase der landwirtschaftlichen Entwicklung der damaligen sowjetischen Besatzungszone. In der Einrichtung von Neubauernstellen bündelten sich staatliche Bemühungen um die Integration der aus Mittel- und Osteuropa vertriebenen, überwiegend auf dem Land lebenden sogenannten Umsiedler und die Durchsetzung sozialistischer Reformen. Es entstanden rund 210.000 Neubauernstellen mit einer durchschnittlichen Größe von acht Hektar. Der Begriff Neubauer setzte sich als Bezeichnung für alle Landnehmer mit einem Besitz von mehr als fünf Hektar durch. Über 90.000 dieser Höfe wurden von den Umsiedlern bewirtschaftet. Bis Ende 1948 wurden allein 37.000 Neubauerngehöfte nach einem Typenentwurf von Anton Miller (* 1914) errichtet.